# Selección de fútbol de Guinea-Bisáu
La selección de fútbol de Guinea-Bisáu es el equipo representativo del país en las competiciones oficiales. Su organización está a cargo de la Federación de Fútbol de Guinea-Bisáu, perteneciente a la Confederación Africana de Fútbol.

## Estadísticas

### Copa Mundial de Fútbol
| Copa Mundial de Fútbol | Copa Mundial de Fútbol  | Copa Mundial de Fútbol  | Copa Mundial de Fútbol  | Copa Mundial de Fútbol  | Copa Mundial de Fútbol  | Copa Mundial de Fútbol  | Copa Mundial de Fútbol  |
| Año                    | Ronda                   | J                       | G                       | E                       | P                       | GF                      | GC                      |
| ---------------------- | ----------------------- | ----------------------- | ----------------------- | ----------------------- | ----------------------- | ----------------------- | ----------------------- |
| 1930 - 1938            | No existía la selección | No existía la selección | No existía la selección | No existía la selección | No existía la selección | No existía la selección | No existía la selección |
| 1954 - 1994            | No participó            | No participó            | No participó            | No participó            | No participó            | No participó            | No participó            |
| 1998                   | No clasificó            | No clasificó            | No clasificó            | No clasificó            | No clasificó            | No clasificó            | No clasificó            |
| 2002                   | No clasificó            | No clasificó            | No clasificó            | No clasificó            | No clasificó            | No clasificó            | No clasificó            |
| 2006                   | No clasificó            | No clasificó            | No clasificó            | No clasificó            | No clasificó            | No clasificó            | No clasificó            |
| 2010                   | No clasificó            | No clasificó            | No clasificó            | No clasificó            | No clasificó            | No clasificó            | No clasificó            |
| 2014                   | No clasificó            | No clasificó            | No clasificó            | No clasificó            | No clasificó            | No clasificó            | No clasificó            |
| 2018                   | No clasificó            | No clasificó            | No clasificó            | No clasificó            | No clasificó            | No clasificó            | No clasificó            |
| 2022                   | No clasificó            | No clasificó            | No clasificó            | No clasificó            | No clasificó            | No clasificó            | No clasificó            |
| 2026                   | Por disputarse          | Por disputarse          | Por disputarse          | Por disputarse          | Por disputarse          | Por disputarse          | Por disputarse          |
| 2030                   | Por disputarse          | Por disputarse          | Por disputarse          | Por disputarse          | Por disputarse          | Por disputarse          | Por disputarse          |
| 2034                   | Por disputarse          | Por disputarse          | Por disputarse          | Por disputarse          | Por disputarse          | Por disputarse          | Por disputarse          |
| Total                  | 0/22                    | -                       | -                       | -                       | -                       | -                       | -                       |

### Copa Africana de Naciones
| Copa Africana de Naciones | Copa Africana de Naciones | Copa Africana de Naciones | Copa Africana de Naciones | Copa Africana de Naciones | Copa Africana de Naciones | Copa Africana de Naciones | Copa Africana de Naciones |
| Año                       | Ronda                     | J                         | G                         | E                         | P                         | GF                        | GC                        |
| ------------------------- | ------------------------- | ------------------------- | ------------------------- | ------------------------- | ------------------------- | ------------------------- | ------------------------- |
| 1957 - 1992               | No participó              | No participó              | No participó              | No participó              | No participó              | No participó              | No participó              |
| 1994                      | No clasificó              | No clasificó              | No clasificó              | No clasificó              | No clasificó              | No clasificó              | No clasificó              |
| 1996                      | Se retiró                 | Se retiró                 | Se retiró                 | Se retiró                 | Se retiró                 | Se retiró                 | Se retiró                 |
| 1998                      | Descalificado             | Descalificado             | Descalificado             | Descalificado             | Descalificado             | Descalificado             | Descalificado             |
| 2000                      | No participó              | No participó              | No participó              | No participó              | No participó              | No participó              | No participó              |
| 2002                      | Se retiró                 | Se retiró                 | Se retiró                 | Se retiró                 | Se retiró                 | Se retiró                 | Se retiró                 |
| 2004                      | Se retiró                 | Se retiró                 | Se retiró                 | Se retiró                 | Se retiró                 | Se retiró                 | Se retiró                 |
| 2006                      | No clasificó              | No clasificó              | No clasificó              | No clasificó              | No clasificó              | No clasificó              | No clasificó              |
| 2008                      | No participó              | No participó              | No participó              | No participó              | No participó              | No participó              | No participó              |
| 2010                      | No clasificó              | No clasificó              | No clasificó              | No clasificó              | No clasificó              | No clasificó              | No clasificó              |
| 2012                      | No clasificó              | No clasificó              | No clasificó              | No clasificó              | No clasificó              | No clasificó              | No clasificó              |
| 2013                      | No clasificó              | No clasificó              | No clasificó              | No clasificó              | No clasificó              | No clasificó              | No clasificó              |
| 2015                      | No clasificó              | No clasificó              | No clasificó              | No clasificó              | No clasificó              | No clasificó              | No clasificó              |
| 2017                      | Fase de grupos            | 3                         | 0                         | 1                         | 2                         | 2                         | 5                         |
| 2019                      | Fase de grupos            | 3                         | 0                         | 1                         | 2                         | 0                         | 4                         |
| 2021                      | Fase de grupos            | 3                         | 0                         | 1                         | 2                         | 0                         | 3                         |
| 2023                      | Fase de grupos            | 3                         | 0                         | 0                         | 3                         | 2                         | 7                         |
| 2025                      | No clasificó              | No clasificó              | No clasificó              | No clasificó              | No clasificó              | No clasificó              | No clasificó              |
| 2027                      | Por definir               | Por definir               | Por definir               | Por definir               | Por definir               | Por definir               | Por definir               |
| Total                     | 4/35                      | 12                        | 0                         | 3                         | 9                         | 4                         | 19                        |

## Selección local

### Campeonato Africano de Naciones
| Campeonato Africano de Naciones | Campeonato Africano de Naciones | Campeonato Africano de Naciones | Campeonato Africano de Naciones | Campeonato Africano de Naciones | Campeonato Africano de Naciones | Campeonato Africano de Naciones | Campeonato Africano de Naciones |
| Año                             | Ronda                           | J                               | G                               | E                               | P                               | GF                              | GC                              |
| ------------------------------- | ------------------------------- | ------------------------------- | ------------------------------- | ------------------------------- | ------------------------------- | ------------------------------- | ------------------------------- |
| 2009                            | No participó                    | No participó                    | No participó                    | No participó                    | No participó                    | No participó                    | No participó                    |
| 2011                            | No participó                    | No participó                    | No participó                    | No participó                    | No participó                    | No participó                    | No participó                    |
| 2014                            | No participó                    | No participó                    | No participó                    | No participó                    | No participó                    | No participó                    | No participó                    |
| 2016                            | No clasificó                    | No clasificó                    | No clasificó                    | No clasificó                    | No clasificó                    | No clasificó                    | No clasificó                    |
| 2018                            | No clasificó                    | No clasificó                    | No clasificó                    | No clasificó                    | No clasificó                    | No clasificó                    | No clasificó                    |
| 2021                            | No clasificó                    | No clasificó                    | No clasificó                    | No clasificó                    | No clasificó                    | No clasificó                    | No clasificó                    |
| 2023                            | No clasificó                    | No clasificó                    | No clasificó                    | No clasificó                    | No clasificó                    | No clasificó                    | No clasificó                    |
| 2025                            | No clasificó                    | No clasificó                    | No clasificó                    | No clasificó                    | No clasificó                    | No clasificó                    | No clasificó                    |
| Total                           | 0/8                             | -                               | -                               | -                               | -                               | -                               | -                               |

## Últimos partidos y próximos encuentros
Actualizado al último partido jugado el 9 de junio de 2025
| Fecha      | Ciudad     | Local        | Resultado | Visitante    | Competición                            |
| ---------- | ---------- | ------------ | --------- | ------------ | -------------------------------------- |
| 10-09-2024 | Maputo     | Mozambique   | 2:1       | Guinea-Bisáu | Clas. Copa Africana de Naciones 2025   |
| 11-10-2024 | Bamako     | Malí         | 1:0       | Guinea-Bisáu | Clas. Copa Africana de Naciones 2025   |
| 15-10-2024 | Bisáu      | Guinea-Bisáu | 0:0       | Malí         | Clas. Copa Africana de Naciones 2025   |
| 15-11-2024 | Mbombela   | Suazilandia  | 1:1       | Guinea-Bisáu | Clas. Copa Africana de Naciones 2025   |
| 19-11-2024 | Bisáu      | Guinea-Bisáu | 1:2       | Mozambique   | Clas. Copa Africana de Naciones 2025   |
| 20-12-2024 | Abiyán     | Guinea       | 4:1       | Guinea-Bisáu | Clasificación Campeonato Africano 2025 |
| 28-12-2024 | Bisáu      | Guinea-Bisáu | 1:2       | Guinea       | Clasificación Campeonato Africano 2025 |
| 20-03-2025 | Monrovia   | Sierra Leona | 3:1       | Guinea-Bisáu | Clasificación Copa Mundial 2026        |
| 24-03-2025 | Bisáu      | Guinea-Bisáu | 1:2       | Burkina Faso | Clasificación Copa Mundial 2026        |
| 06-06-2025 | Berrechid  | Guinea-Bisáu | 0:1       | Burundi      | Partido amistoso                       |
| 09-06-2025 | Mohammedia | Guinea-Bisáu | 0:2       | Gabón        | Partido amistoso                       |

## Uniformes Titular
| 2019 |  | 2022 |

## Uniformes Alternativo
| 2019 |  | 2022 |

## Uniformes Tercero
| 2022 |
| ---- |

## Jugadores

### Última convocatoria
Lista de jugadores para la Copa Africana de Naciones 2021:
| No. | Pos. | Jugador          | Fecha de nacimiento (edad)         | Apa. | Goles | Club                  |
| --- | ---- | ---------------- | ---------------------------------- | ---- | ----- | --------------------- |
| 1   | POR  | Jonas Mendes     | 20 de noviembre de 1989 (35 años)  | 50   | 0     | Black Leopards        |
| 24  | POR  | Manuel Baldé     | 14 de noviembre de 2002 (22 años)  | 0    | 0     | Vizela                |
| 12  | POR  | Maurice Gomis    | 10 de noviembre de 1997 (27 años)  | 0    | 0     | Ayia Napa             |
| 21  | DEF  | Nanú             | 17 de mayo de 1994 (31 años)       | 18   | 0     | FC Dallas             |
| 2   | DEF  | Fali Candé       | 24 de enero de 1998 (27 años)      | 8    | 0     | Football Club de Metz |
| 22  | DEF  | Opa Sanganté     | 1 de febrero de 1991 (34 años)     | 8    | 0     | Châteauroux           |
| 3   | DEF  | Leonel Ucha      | 9 de mayo de 1988 (37 años)        | 7    | 0     | Torreense             |
| 15  | DEF  | Jefferson Encada | 17 de abril de 1998 (27 años)      | 4    | 0     | Leixões               |
| 4   | DEF  | Simão Júnior     | 29 de agosto de 1998 (26 años)     | 2    | 0     | Vilafranquense        |
| 14  | DEF  | Fernandy Mendy   | 16 de enero de 1994 (31 años)      | 0    | 0     | Alloa Athletic        |
| 10  | MED  | Pelé             | 29 de septiembre de 1991 (33 años) | 20   | 1     | Monaco                |
| 6   | MED  | Bura Nogueira    | 22 de diciembre de 1995 (29 años)  | 18   | 1     | Farense               |
| 20  | MED  | Sori Mané        | 3 de abril de 1996 (29 años)       | 16   | 0     | Moreirense            |
| 8   | MED  | João Jaquité     | 22 de febrero de 1996 (29 años)    | 15   | 0     | Vilafranquense        |
| 16  | MED  | Moreto Cassamá   | 16 de febrero de 1998 (27 años)    | 12   | 0     | Reims                 |
| 23  | MED  | Alfa Semedo      | 30 de agosto de 1997 (27 años)     | 8    | 1     | Vitória S.C.          |
| 5   | MED  | Panutche Camará  | 28 de febrero de 1997 (28 años)    | 0    | 0     | Plymouth Argyle       |
| 18  | DEL  | Piqueti          | 12 de febrero de 1993 (32 años)    | 32   | 7     | Al-Shoulla            |
| 13  | DEL  | Frédéric Mendy   | 18 de septiembre de 1988 (36 años) | 21   | 6     | Vitória Setúbal       |
| 11  | DEL  | Jorginho         | 21 de septiembre de 1995 (29 años) | 18   | 2     | Wisła Płock           |
| 17  | DEL  | Mama Baldé       | 6 de noviembre de 1995 (29 años)   | 13   | 1     | Troyes                |
| 19  | DEL  | Joseph Mendes    | 30 de marzo de 1991 (34 años)      | 13   | 4     | Niort                 |
| 9   | DEL  | Steve Ambri      | 12 de agosto de 1997 (27 años)     | 2    | 0     | Sochaux               |
| 7   | DEL  | Mauro Rodrigues  | 15 de abril de 2001 (24 años)      | 2    | 0     | Sion                  |

## Entrenadores
- Guilherme Farinha (1990–1994)
- Armando Antonio Miranda (2000)
- Baciro Candé (2001–2009)
- Luís Norton de Matos (2010–2012)
- Carlos Manuel Correia (2012–2014)
- Paulo Torres (2014–2016)
- Baciro Candé (2016–2024)[1]
- Luís Boa Morte (2024-2025)
- Emiliano Té (2025–)